# La Possonnière
La Possonnière település Franciaországban, Maine-et-Loire megyében. Lakosainak száma 2478 fő (2022. január 1.). La Possonnière Béhuard, Chalonnes-sur-Loire, Rochefort-sur-Loire, Saint-Georges-sur-Loire és Savennières községekkel határos.

## Népesség
A település népességének változása:
| Lakosok száma | 1516 | 1844 | 1962 | 2289 | 2416 | 2423 | 2437 | 2447 | 2448 | 2478 |
|               | 1968 | 1982 | 1990 | 2006 | 2013 | 2015 | 2017 | 2019 | 2020 | 2022 |